# Südostasienspiele 1999
Die Südostasienspiele 1999, englisch als Southeast Asian Games (SEA Games) bezeichnet, fanden vom 7. bis 15. August 1999 in Bandar Seri Begawan statt. Es war die 20. Auflage der Spiele. Es nahmen mehr als 4000 Athleten und Offizielle aus 10 Ländern in 21 Sportarten an den Spielen teil.

## Medaillenspiegel
| Platz | Land        | Gold | Silber | Bronze | Gesamt |
| ----- | ----------- | ---- | ------ | ------ | ------ |
| 1.    | Thailand    | 65   | 48     | 56     | 169    |
| 2.    | Malaysia    | 57   | 45     | 42     | 144    |
| 3.    | Indonesien  | 44   | 43     | 58     | 145    |
| 4.    | Singapur    | 23   | 28     | 45     | 96     |
| 5.    | Philippinen | 20   | 26     | 41     | 87     |
| 6.    | Vietnam     | 17   | 20     | 27     | 64     |
| 7.    | Brunei      | 4    | 12     | 31     | 47     |
| 8.    | Myanmar     | 3    | 10     | 10     | 23     |
| 9.    | Laos        | 1    | 0      | 3      | 4      |
| 10.   | Kambodscha  | 0    | 0      | 0      | 0      |

## Sportarten
- Badminton
- Basketball
- Billard
- Bowling
- Bowls
- Boxen
- Drachenboot
- Fußball
- Golf
- Hockey
- Karate
- Leichtathletik
- Pencak Silat
- Radsport
- Sepak Takraw
- Schießen
- Schwimmsport
- Squash
- Taekwondo
- Tennis
- Tischtennis

## Referenzen
- Geschichte der Südostasienspiele